# Myrteola phylicoides
Myrteola phylicoides là một loài thực vật có hoa trong Họ Đào kim nương. Loài này được (Benth.) Landrum mô tả khoa học đầu tiên năm 1991.